# Opsophagus nigripalpis
Opsophagus nigripalpis är en tvåvingeart som beskrevs av Aldrich 1926. Opsophagus nigripalpis ingår i släktet Opsophagus och familjen parasitflugor. Inga underarter finns listade i Catalogue of Life.